# Soła
Die Soła (deutsch Sola) ist ein rechter Nebenfluss der Weichsel in Polen.
Sie entspringt im polnischen Teil des Jablunkauer Berglandes oberhalb des Dorfes Rycerka Górna dicht an der Grenze zur Slowakei. Die Quelle der Soła liegt etwa 13 Kilometer südlich der Quellen von Olsa und Weichsel.
Der Fluss verläuft zunächst gegen Nordnordost und trennt die Schlesischen und die Saybuscher Beskiden. An der Soła liegt die Stadt Żywiec (Saybusch), dort mündet die Koszarawa ein. Unterhalb der Stadt wird die Soła auf ihrem weiteren Lauf nach Norden bis zur Stadt Kęty (Liebenwerde) mehrfach gestaut, der größte dieser Stauseen ist der Stausee Żywiec. Die Soła fließt durch die Stadt Oświęcim (Auschwitz), einige Meter vom KZ Auschwitz entfernt, und mündet einen Kilometer nordöstlich der Stadt bei dem Dorf Broszkówice nach etwa achtzig Kilometern in die Weichsel.

## Weblinks

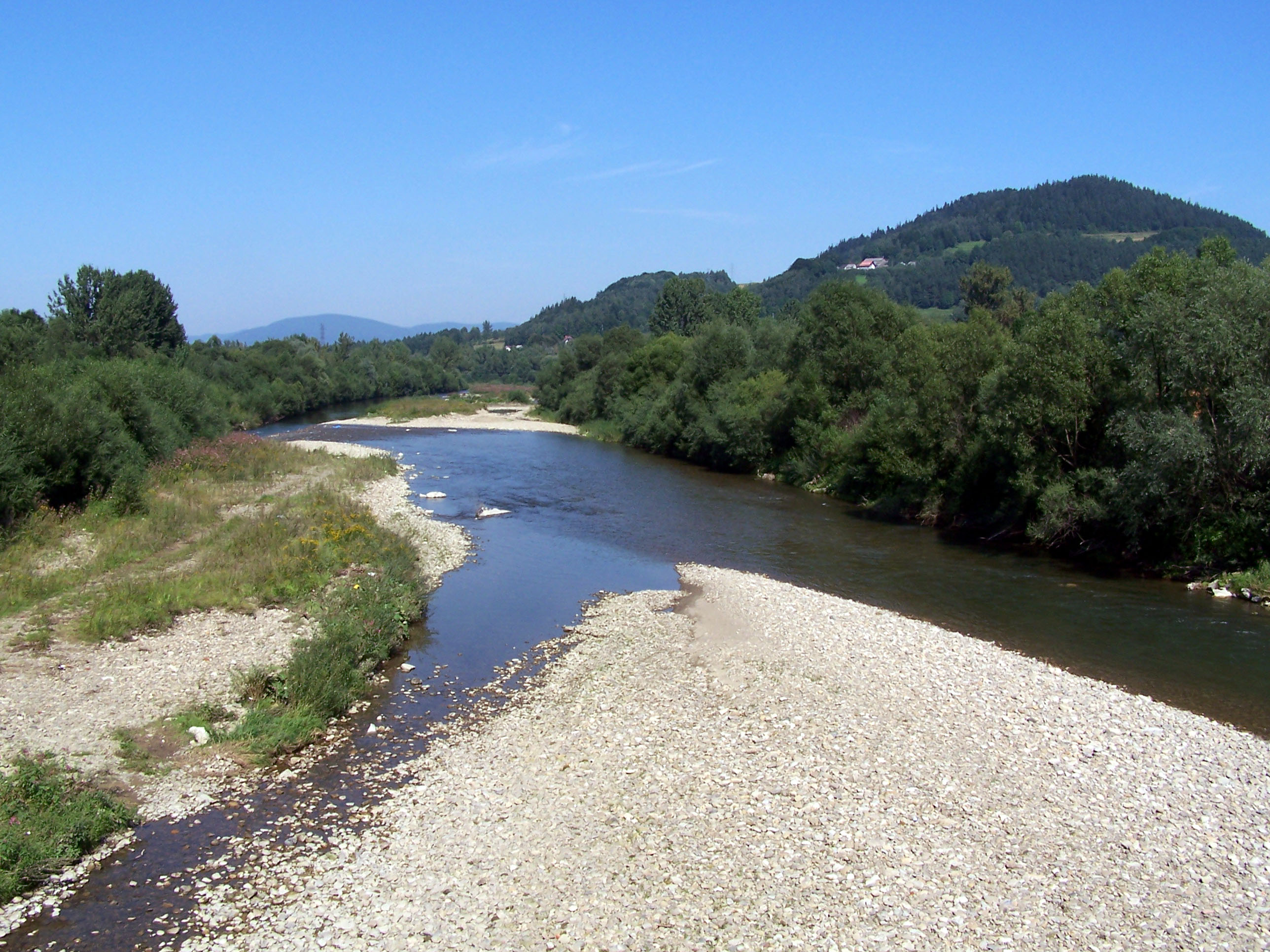
Soła in Wieprz